# Гаврилович, Иван
Иван Гаврилович (серб. Иван Гавриловић, родился 8 июня 1968 года в Белграде) — сербский певец и телеведущий.

## Биография
Родился 8 июня 1968 года в Белграде. В молодости занимался активно футболом, но выбрал музыкальную карьеру. Создал с Рацо Милоевичем и Деяном Бодловичем группу танцевальной музыки «Funky House Band», с ней в 1992 году выпустил альбом «Ајде мало мрдај». После распада группы начал сольную карьеру, выпустив первый альбом в 1994 году. Этот альбом стал самым успешным, а хитом с него стали песни «Дошао сам да те женим», «Певај» и «200 на сат», причём последняя стала лучшей песней 1994 года и даже стала объектом пародий.
Последующие альбомы не стали настолько популярными: хитами на них стали песни «Хоћу с тобом да ђускам», «Од када тебе са мном нема», «Иди муко». Тем не менее, Иван Гаврилович считается звездой 1990-х на сцене Сербии. Он также участвовал в реалити-шоу «Фарма», «Парови» и «Малдиви». Проживает со своей супругой Мариной, сыновьями Николой и Илией.

## Дискография
- 200 на сат (1994)
- Хоћу с тобом да ђускам (1995)
- Мотори (1995)
- Насмеши се (1997)
- 3 године (1998)
- Земља нека се увија (2000)
- Али зашто (2001)
- 7 (2002)
- Признај ми (2012)